# Lassie (film 1994)
Lassie – amerykański film familijny w reżyserii Daniela Petriego, dystrybuowany przez Paramount Pictures. Premiera odbyła się 22 lipca 1994 w Stanach Zjednoczonych. Łączny dochód z filmu przyniósł 9.979.683 dolarów. W role główne wcielili się m.in. Thomas Guiry, Helen Slater, Jon Tenney,  Brittany Boyd.

## Fabuła
Rodzina Turnerów; ojciec Steve (Jon Tenney), jego świeżo poślubiona żona Laura (Helen Slater), mała Jennifer (Brittany Boyd) i nastoletni Matt (Thomas Guiry) opuszcza Baltimore i wyrusza na pustkowia Wirginii, aby tam na wsi, z dala od zgiełku miasta rozpocząć nowe życie. Przeprowadzka nie jest łatwa dla nikogo, zwłaszcza dla Matta, który w nowym otoczeniu czuje się zagubiony i bardzo samotny. Na szczęście znajduje nieoczekiwanego sprzymierzeńca w bezdomnym czworonogu rasy collie, który, mimo tego że chłopak początkowo nie zwraca na niego uwagi, obdarza  go szczególną przyjaźnią.
Po pewnym czasie spędzonym w rodzinnym domu Ann, matki Matta i Jennifer, rodzina postanawia zostać tam na stałe. Matt całkowicie zaaklimatyzował się w nowym miejscu; zaprzyjaźnił się z suczką collie, którą Jennifer nazwała Lassie i poznał nowych przyjaciół: Jima (Charlie Hofheimer) i Josha Garlandów (Clayton Barclay Jones) i April Porter (Michelle Williams), dziewczynę Josha, w której od początku się podkochiwał, co dziewczyna po pewnym czasie odwzajemniła. 
W międzyczasie Turnerowie rozpoczęli budowę nowej farmy, co szczególnie nie spodobało się Samowi Garlandowi (Frederic Forrest), który obawiając się nowej konkurencji, zaczął wszystko sabotować m.in. jego synowie próbowali przegonić owce z pastwiska Turnerów do siebie, jednak przeszkodziła im w tym Lassie. Za drugim razem udało mu się, gdy schwytał i uwięził Lassie w starej szopie. Ta jednak po wielu próbach wydostała się i pobiegła nad rzekę przegonić z powrotem owce, przez co Josh chciał ją zastrzelić, co uniemożliwił mu Matt, rzucając się na niego i wpychając go do rzeki. Josh zaczął tonąć ale Matt uratował mu życie. Lassie rzuciła się na ratunek swojemu przyjacielowi. Pomimo prób utrzymania się nad wodą, ostatecznie wciągnął ją wir.
Minęło kilka dni. Turnerowie powoli oswajali się z myślą, że już nigdy nie zobaczą Lassie. W szkole podczas lekcji, zamyślony Matt szkicował jej podobiznę, gdy nagle pies pojawił się przed szkołą. Chłopak nie posiadał się z radości. Wybiegł z klasy do swojej przyjaciółki a cała klasa wzruszyła się widząc ich przyjaźń.

## Obsada
- Thomas Guiry – Matthew Turner
- Helen Slater – Laura Turner
- Jon Tenney – Steve Turner
- Brittany Boyd – Jennifer Turner
- Frederic Forrest – Sam Garland
- Richard Farnsworth – Len Collins
- Michelle Williams – April Porter
- Joe Inscoe – Pete Jarman
- Yvonne Brisendine – Mrs. Jarman
- Clayton Barclay Jones – Josh Garland
- Charlie Hofheimer – Jim Garland
- Jody Smith Strickler – Mildred Garland
- Margaret Peery – Mrs. Parker